# ニコラス・ブレイディ
ニコラス・フレデリック・ブレイディ（Nicholas Frederick Brady, 1930年4月11日 - ）は、アメリカ合衆国の政治家。ロナルド・レーガン政権とジョージ・H・W・ブッシュ政権で第68代アメリカ合衆国財務長官を務めた（在任：1988年9月15日 - 1993年1月17日）。

## 経歴
1930年4月11日にニューヨーク州ニューヨークのマンハッタン区で誕生する。
1952年にイェール大学人文学部を卒業し、1954年にハーバード・ビジネス・スクール修士課程を修了した。同年に大手投資銀行であるディロン・リードに入社した。
1970年から1988年までディロン・リード会長を務める。他にも数社の投資銀行の経営に携わった。
1982年4月20日から1982年12月27日まで、ニュージャージー州選出上院議員のハリソン・A・ウィリアムズ・ジュニアが辞職したことによって共和党上院議員を務め、再選は求めなかった。上院で彼は軍事委員会及び銀行委員会・住宅都市事務委員会に所属した。
1988年9月15日から1993年1月17日まで財務長官を務めた。 

## パーソナル
彼と妻のキャサリンの間には4人の子供がいる。
| 公職                      | 公職                                                 | 公職                    |
| ------------------------- | ---------------------------------------------------- | ----------------------- |
| 先代 ジェイムズ・ベイカー | アメリカ合衆国財務長官 1988年9月15日 - 1993年1月17日 | 次代 ロイド・ベンツェン |